# Giao tranh tại Epuisay
Giao tranh tại Epuisay là một hoạt động quân sự trong cuộc chiến tranh giữa Pháp và Đức trong các năm 1870 – 1871, đã diễn ra vào ngày 17 tháng 12 năm 1870, tại Epuisay, nơi hội tụ của các con đường từ Vendôme và Morée tới Saint-Calais (Pháp). Đây là một trận giao chiến giữa đạo quân tập hậu của Binh đoàn Loire thuộc quân đội Cộng hòa Pháp dưới quyền chỉ huy của tướng Antoine Chanzy với quân đội Đức, trong cuộc triệt thoái sau khi bị Quân đoàn X của Đức đánh bại trong trận Vendôme vào ngày 16 tháng 12 năm 1870. Dưới quyền chỉ huy của tướng Ludwig von der Tann, quân đội Đức đã đánh chiếm được Epuisay và bắt sống 230 tù binh.
Sau cuộc giao chiến tại Epuisay, Chanzy tiếp tục cuộc rút quân của mình, và cho đến ngày 21 tháng 12, quân của ông tiến vào Le Mans. Tới thời điểm này, Binh đoàn Loire sau hàng loạt thất bại đã suy sụp trầm trọng. Vào đầu tháng 1 năm 1871, Tổng tham mưu trưởng quân đội Phổ - Đức Helmuth Von Moltke Lớn đã xuống lệnh cho Binh đoàn thứ hai của Đức do Hoàng thân Friedrich Karl của Phổ chỉ huy tấn công Chanzy trong trận Le Mans – một thất bại thảm hại của quân đội Pháp.